# Caroline Wybranietz
Caroline Wybranietz (* 1990 in Barth in der Nähe von Stralsund) ist eine deutsche Schauspielerin.

## Leben
Caroline Wybranietz wuchs in Barth in Mecklenburg-Vorpommern auf. Schon früh fand sie ihren Weg zum Theater und spielte im Barther Jugendensemble.
Nach ihrem Abitur besuchte sie von 2008 bis 2011 die Theaterakademie Vorpommern in Zinnowitz. Ihr berufspraktisches Jahr absolvierte sie 2011 an  der Vorpommerschen Landesbühne. Von 2012 bis 2016 war sie festes Ensemblemitglied des Mecklenburgischen Staatstheaters in Schwerin.  2016 wurde sie mit dem Conrad-Ekhof-Preis für ihre Leistung als Hitler-Darstellerin in der Bühnenfassung der Komödie Er ist wieder da ausgezeichnet. Von 2016 bis zum Ende der Spielzeit 2022/23 war Caroline Wybranietz festes Mitglied des Ensemble der Landesbühne Niedersachsen Nord in Wilhelmshaven. Ab der Spielzeit 2023/24 wirkt sie als Theaterpädagogin an der Jungen Landesbühne Wilhelmshaven, tritt jedoch auch weiterhin als Gast an der Landesbühne auf.
Caroline Wybranietz ist mit dem Schauspieler Simon Ahlborn verheiratet. Beide leben in Wilhelmshaven.

## Theater (Auswahl)
- 2012: Die heilige Johanna der Schlachthöfe. Regie: Jürgen Kern[5]
- 2013: Geizhals. Regie: Marc von Henning[6]
- 2014: Romeo und Julia . Regie: Christoph Bornmüller[7]
- 2014: Der Kaufmann von Venedig. Regie: Marc von Henning[8]
- 2014: Tschick. Regie: Dirk Audehm[9]
- 2015: Er ist wieder da. Regie: Dirk Audehm[9]
- 2016: Die Schutzbefohlenen. Regie: Eva Lange[10]
- 2016: Die lächerliche Finsternis. Regie: Eva Lange[9]
- 2017: Peer Gynt. Regie: Arne Retzlaff[11]
- 2017: Farm der Tiere. Regie: Karin Drechsel[12]
- 2018: Bilder deiner großen Liebe. Regie: Gregor Tureček[13]
- 2019: The Who and the What. Regie: Jochen Strauch[14]
- 2019: Der Kirschgarten. Regie: Sascha Bunge[12]
- 2019: Cabaret. Regie: Olaf Strieb[15]
- 2020: Schöne neue Welt auf dem wundersamen Planeten Wawisi. Regie: Ruth Schultz[12]
- 2020: Eine Sommernacht. Regie: Cordelia Tietz[9]
- 2022: Hase Hase. Regie: Robert Teufel[16]
- 2022: Zeugin der Anklage. Regie:Nina Pichler[17]
- 2022: Hairspray. Regie: Olaf Strieb[18]
- 2023: Der kaukasische Kreidekreis. Regie: Sascha Bunge[19]
- 2023: ZARAH 47. Das Totale Lied. Regie:  Hans-Jürgen Osmers[20]